# Жокей
Жоке́й (англ. jockey) — спортсмен, професійний вершник на перегонах, або той, хто доглядає і дресирує коней-скакунів. Назву може одержати тільки професіонал, що має відповідний вишкіл та ліцензію на їзду верхи. Враховуючи характер перегонового спорту, де бажано, щоб коні надмірно не перевантажувались, вершники, як правило, люди маленькі на зріст, і відповідно малої маси тіла.

## Етимологія
Слово жокей пов'язане Jockey — формою ім'я «Джок», що на півночі Англії є шотландською формою імені «Джон». Використовують його принаймні з 1529 року. Як випливає з назви, термін з'явився в Шекспіра у виставі Ричард ІІІ (Jockey Норфолкський). У 16 і 17 століттях цим іменем називали торговців кіньми, мандрівних співців та поетів, а також жебраків. Також це ім'я набуло значення: «лисиця» або «звір», чи змія. Дієслово «жокей» значить «обдурити». У 1670, цей термін уперше використано для опису вершника.

## Фізичні характеристики
У жокеїв немає обмежень по росту, тільки по масі тіла. Але в основному жокеями стають невисокі люди через обмеження співвідношення між зростом і масою. До того ж невеликий ріст для вершника переважно з точки зору аеродинаміки. Ріст жокеїв зазвичай знаходиться в діапазоні приблизно від 150 до 167 сантиметрів. Жокеї до та після скачок зважуються, так як при скачках маса вантажу, що несе кінь, явно обговорюється. Як правило, жокеї важать близько 50 кілограмів.